# 紘毅
紘毅（ひろき、1985年11月9日 - ）は、日本の男性シンガーソングライター・俳優。本名および旧芸名は前川 紘毅（まえかわ ひろき）。
エイベックスより2006年にデビュー。ギターやピアノの弾き語りをしている。
前川企画所属。以前はエイベックス・ヴァンガードに所属していた。

## 人物
- 父は歌手の前川清。
- 1歳年上の姉（一般人、1984年7月29日生）・紘毅（1985年11月9日生）・前川侑那（1991年6月19日生）の3人姉弟妹。
- 解散したCheeky Paradeメンバーの渡辺亜紗美と2019年11月10日に結婚[1]。
- 航空機での移動が苦手。
- 身長173cm。血液型B型[2]。

## 経歴
東京都世田谷区生まれ育ち。1985年、歌手・前川清の長男として誕生。二子玉川周辺で生活。
成城学園初等学校、成城学園中学校高等学校卒業。尚美学園大学中退。
小学生時代は親からミュージシャンになるのを止められ、家にあるピアノ（姉と妹が習っていた）には触らせてもらえなかったが、家族の目を盗みピアノを独学。高校生時代にロックバンドを結成し、キーボード担当で活動していたが、次第にバラードに傾倒するようになる。邦楽ポップスのバラードを好み、特にCHAGE and ASKAや藤井フミヤに影響される。
2005年、成城学園中学校高等学校を経て尚美学園大学へ入学し、ピアノとギターを本格的に学ぶ。エイベックスとUSENによる共同開催オーディション『a-motion '05』に応募し、約10,000組の中からグランプリを獲得し、デビューのきっかけをつかむ。
2006年10月、シングル「カエデ」でJ-moreよりデビュー。2007年2月には2枚目のシングル「二子玉」を発売。主な活動の場を路上ライブやショッピングモールでのフリーライブに移す。
2009年2月、3枚目のシングル「君のいない左側」をリリース。前作までに目立った話題にも上らずヒットにも繋がらなかったこともあり、本作品発売を機に「父は歌手・前川清」と公表。
2013年10月、事務所の分社により、エイベックス・ヴァンガードに所属する。
2014年、父・前川清のシングル曲「花美〜はなび〜」を提供（作詞・作曲）。
2021年秋、声帯を手術する。

## ディスコグラフィ

### シングル
| 枚   | 発売日         | タイトル                                            | 規格品番                         | オリコン 最高位 |
| ---- | -------------- | --------------------------------------------------- | -------------------------------- | --------------- |
| 1st  | 2006年10月25日 | カエデ                                              | YICD-70022                       |                 |
| 2nd  | 2007年2月21日  | 二子玉                                              | YICD-70029                       |                 |
| 3rd  | 2009年2月18日  | 君のいない左側                                      | YICD-70050                       |                 |
| 4th  | 2009年11月11日 | 8ミリビデオ                                         | YICD-70065                       |                 |
| 5th  | 2011年5月4日   | 僕の貯金箱                                          | YICD-70081 YICD-70082            | 99位            |
| 6th  | 2011年10月5日  | ヒミツキチ                                          | YICD-70084                       | 158位           |
| 7th  | 2012年3月7日   | 君が大好きで feat.與真司郎（AAA） / Do Wak パラッパ | YICD-70094 YICD-70095 YICD-70096 | 31位            |
| 8th  | 2012年8月8日   | 目を閉じて…                                         | YIZD-70097 YICD-70098            | 55位            |
| 9th  | 2012年11月14日 | 生まれ変わっても僕でいいよ/ともだち                 | YIZD-70099 YICD-70100            | 53位            |
| 10th | 2014年10月1日  | オオカミ少年                                        |                                  |                 |
| 11th | 2018年2月28日  | ゆうきひろき                                        | UPCY-5056                        |                 |
| 12th | 2018年12月26日 | 花束                                                |                                  |                 |
| 13th | 2019年6月5日   | ケラケラホーのうた                                  | AVCD-55196 AVCD-55197            |                 |

### アルバム
| 枚  | 発売日        | タイトル | 規格品番 | オリコン 最高位 |
| --- | ------------- | -------- | -------- | --------------- |
| 1st | 2016年5月25日 | JOKER    | MK-002   |                 |

### 未発表曲
- いつの間にか晴れ（2009年）
  - テレビ東京『Tokyo マヨカラ!』2009年度テーマソング

### その他
- Beautiful Days（2009年） - 古内東子の曲をピアノでカバー、P&G「パンテーン」キレイの力プロジェクトCM音楽）

### タイアップ曲
| 曲名                       | タイアップ                                                           | 時期 |
| -------------------------- | -------------------------------------------------------------------- | ---- |
| カエデ                     | テレビ番組『神経質バラエティー 心配さん』エンディングテーマ          |      |
| カエデ                     | テレビ番組『怒りオヤジ3』エンディングテーマ                          |      |
| 二子玉                     | テレビ番組『個人授業〜正しい和田アキ子の作り方〜』オープニングテーマ |      |
| 君のいない左側             | テレビ番組『音楽戦士 MUSIC FIGHTER』2009年2月度POWER PLAY            |      |
| 明日への道                 | テレビ番組『TOKYO マヨカラ！』2008年度テーマソング                   |      |
| 守るべき人                 | テレビ番組『恋時雨 コイシグレ』2009年9月放送                         |      |
| 僕の貯金箱                 | テレビアニメ『ダンボール戦機』エンディングテーマ                     |      |
| ヒミツキチ                 | テレビアニメ『ダンボール戦機』エンディングテーマ                     |      |
| Do Wak パラッパ            | テレビアニメ『ダンボール戦機W』エンディングテーマ                    |      |
| 目を閉じて…                | テレビアニメ『ダンボール戦機W』エンディングテーマ                    |      |
| 生まれ変わっても僕でいいよ | テレビアニメ『ダンボール戦機W』エンディングテーマ                    |      |
| 会いに行こう！             | PSP用ソフト『ダンボール戦機 BOOST』エンディングテーマ                |      |
| 会いに行こう！             | 3DS用ソフト『ダンボール戦機 爆ブースト』エンディングテーマ           |      |
| 日曜日                     | テレビ番組『前川清の笑顔まんてんタビ好キ』エンディングテーマ         |      |
| ともだち                   | PSP / PS Vita用ソフト『ダンボール戦機W』エンディングテーマ           |      |
| ともだち                   | 3DS用ソフト『ダンボール戦機W 超カスタム』エンディングテーマ          |      |
| ケラケラホーのうた         | テレビアニメ『妖怪ウォッチ!』オープニングテーマ                      |      |

## 出演

### ラジオ
- 裸のヒロキング!（2009年4月7日 - 、bay fm）
- やまやコミュニケーションズ presents 紘毅の「日曜日はウタ好キ」（2015年8月2日 - 、CROSS FM）
- PAO〜N（2015年9月29日 - 2019年3月26日、KBCラジオ）
- KIYOSHIとHIROKIの「BAR TAKE5」（2015年10月5日 - 、KBCラジオ）

### テレビ
- 踊る踊る踊る!さんま御殿!!（2009年4月7日、日本テレビ） - 父・前川清と共にゲスト出演
- 田舎に泊まろう!（2009年5月10日、テレビ東京）
- 歌の楽園（テレビ東京）
- 今夜もドル箱!!EX（2010年10月26日、テレビ東京） - 葵マリカと共にゲスト出演
- 前川清の笑顔まんてんタビ好キ（2013年1月3日 - 、九州朝日放送） - ゲストとして度々出演
- 海からの日本絶景!漁師さんと行く ぷかぷか船旅〜魅惑の能登半島を巡る〜（2014年3月29日、BS-TBS） - 旅人
- 秋の超豊作 さんま御殿 メダリスト＆大物2世イライラ美人妻の逆襲 (2021年10月12日、日本テレビ)
- 芸能人格付けチェック これぞ真の一流品だ!2024お正月スペシャル (2024年1月1日→7日、ABCテレビ)-当初出演予定だった細川たかしが収録当日の早朝にインフルで欠席となり代役として妹・侑那と兄妹で出演、チームメイトは父・清。

### テレビドラマ
- ヤンキー君とメガネちゃん（2010年4月23日 - 6月25日、TBS） - 高橋龍斗 役
- ハンマーセッション 第2話（2010年7月17日、TBS） - バンドドラマー 役
- どんど晴れ スペシャル 2011年度版（2011年4月24日、NHK BSプレミアム） - 八重樫一郎 役
- ハンチョウ〜神南署安積班〜シリーズ4 〜正義の代償〜 第8話（2011年5月30日、TBS） - 三輪幸雄 役
- 福岡恋愛白書11 キミと見る景色（2016年3月25日、九州朝日放送） - 琢己の働く工場の先輩 役

### 舞台
- 新春戦国鍋祭〜あんまり近づきすぎると斬られちゃうよ〜（2011年1月7日 - 16日、サンシャイン劇場／1月23日、シアター・ドラマシティ） - 大谷吉継 役
- 誇らしげだが、空。（2012年3月6日 - 17日、新宿FACE／3月25日、森ノ宮ピロティホール） - 鴇田 役
- 雪之丞一座〜参上公演 ロック☆オペラ「サイケデリック・ペイン」（2012年8月22日 - 9月24日、サンシャイン劇場／森ノ宮ピロティホール） - 準 役
- ドリームジャンボ宝ぶね〜けっしてお咎め下さいますな〜（2013年1月6日 - 13日、青山劇場／1月26日、梅田芸術劇場メインホール） - 西郷隆盛 役
- 愛の唄を歌おう（2014年1月10日 - 21日、東急シアターオーブ／1月25日 - 2月2日、オリックス劇場） - 作曲家 コウジ 役
- 聖☆明治座 るの祭典〜あんまりカブると怒られちゃうよ〜（2014年12月19日 - 23日、明治座／12月27日、梅田芸術劇場メインホール） - オルガンティノ 役
- POTLUCK FESTA 2015〜即興芝居×即プレビュー×プロレス!?〜（2015年1月17日、ディファ有明）
- 越後七福壱座〜旗揚げ公演「素っ頓狂　新潟湊」（2015年7月24日 - 26日、新潟古町えんとつシアター） - ジョン千次郎 役
- 劇団☆新感線 SHINKANSEN☆RX「Vamp Bamboo Burn ヴァン!バン!バーン!」（2016年8月5日 - 7日、サントミューゼ＜上田市交流文化芸術センター＞／8月17日 - 9月18日、赤坂ACTシアター／10月7日 - 9日、オーバード・ホール／10月19日 - 31日、フェスティバルホール） - KAN-主 役
- 明日の大地（2017年6月24日 - 27日、浅草・雷5656会館 ときわホール／11月30日 - 12月1日、都久志会館／12月6日、大阪ビジネスパーク円形ホール／12月8日 - 9日、名古屋市中小企業振興会館＜吹上ホール＞メインホール） - 天田樹八郎 役

### 映画
- ラムネ （2009年） - 大黒 役
- 瞳をとじて（2013年11月1日 - 7日） - 神野孝之 役
- HANA〜ひとつ。（2016年7月9日 - 15日） - 蘇我朝臣/蘇我義晴 役
- バケツと僕!（2017年） - 神島大吾 役[9]